# 니더란데 국가판무관부
네덜란드 국가판무관부(독일어: Reichskommissariat Niederlande 라이히코미사리아트 니더란데[*])는 제2차 세계 대전 기간 나치 독일이 점령한 네덜란드 지역에 세운 국가판무관부 정권이다. 정식명칭은 점령 니더란데 지역 국가판무관부(독일어: Reichskommissariat für die besetzten niederländischen Gebiete 라이히코미사리아트 퍼 디 베셋첸 니더란디쉔 게비테)이며 아르투어 자이스잉크바르트가 통치하여 대대적인 홀로코스트 정책을 실시하였다.
네덜란드는 제1차 세계 대전 당시에는 베네룩스 국가 중에서 유일하게 중립을 지켰지만 제2차 세계 대전이 발발했을 때도 중립을 표방하였으나 1940년 5월에 나치 독일의 침공을 받게 되면서 수도인 암스테르담이 함락되고 왕실과 정부는 영국 런던으로 피신하였으며 네덜란드 본국에는 국가판무관부가 들어서서 1945년 나치 독일의 패전까지 지속되었다.